# شهرستان برزنه
شهرستان برزنه (به لاتین: Berezne Raion) یک شهرستان در اوکراین است که در استان ریونه واقع شده‌است. شهرستان برزنه ۱٬۷۱۰ کیلومتر مربع مساحت و ۶۴٬۰۲۱ نفر جمعیت دارد.